# Arthur: Maltazár bosszúja
Az Arthur: Maltazár bosszúja  (eredeti cím: Arthur et la vengeance de Maltazard) 2009-ben bemutatott francia animációs film, amelynek a rendezője Luc Besson, producerei Luc Besson és Emmanuel Prévost, a zeneszerzője Éric Serra, az írói Luc Besson és Céline Garcia. A film a EuropaCorp, az Apipoulaï, az Avalanche Productions és a Nafia Entertainment Group gyártásában készült, és a EuropaCorp és a 20th Century Fox Home Entertainment forgalmazásában jelent meg. Műfaját tekintve kalandfilm és fantasyfilm. 
Franciaországban 2009. december 2-án mutatták be, Magyarországon pedig 2009. december 3-án.

## Szereplők
| Szereplő | Színész            | Magyar hang      |
| --- | ------------------ | ---------------- |
| Arthur | Freddie Highmore   | Czető Ádám       |
| Holdviola | Selena Gomez       | Gubás Gabi       |
| Arthur nagymamája                                                                                            | Mia Farrow         | Bánsági Ildikó   |
| Maltazár | Lou Reed           | Széles Tamás     |
| Tátombák | Jimmy Fallon       | Baráth István    |
| Archibald | Ron Crawford       | Borbiczki Ferenc |
| Armand | Robert Stanton     | Seress Zoltán    |
| Rose | Penny Balfour      | Román Judit      |
| Max | Snoop Dogg         | Stohl András     |
| A király | David Gasman       | Blaskó Péter     |
| Proscuitto                                                                                                   | Jerry Di Giacomo   | Csankó Zoltán    |
| Miro | Paul Bandey        | Hajdu Steve      |
| Massaï főnök                                                                                                 | Jean Bejote Njamba | Bognár Tamás     |
| További magyar hangok:                                                                                       |                    |                  |
| Fehér Péter, Kapácsy Miklós, Kerekes József Rosta Sándor, Szélyes Imre, Timon Barna, Vadász Bea, Varga Rókus |                    |                  |